# Kaolingrube Oedingen
Koordinaten: 50° 36′ 51″ N, 7° 10′ 14″ O

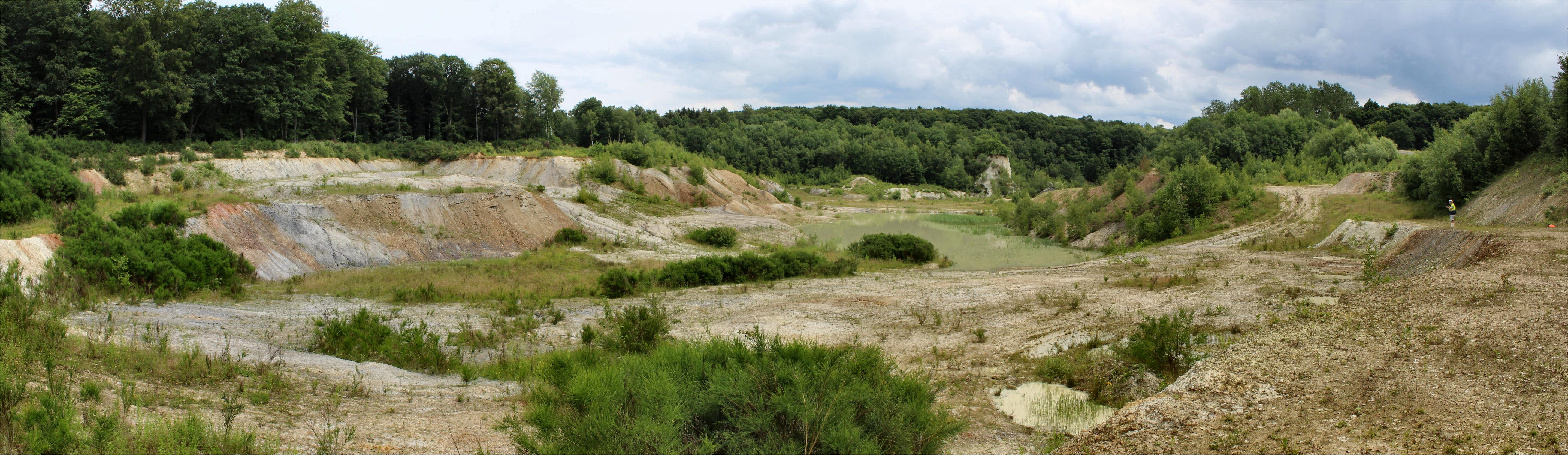
Naturschutzgebiet Kaolingrube Oedingen (Juni 2018)

Das Naturschutzgebiet Kaolingrube Oedingen liegt auf dem Gebiet der Gemeinde Wachtberg im Rhein-Sieg-Kreis in Nordrhein-Westfalen. Das Gebiet erstreckt sich südöstlich des Kernortes Wachtberg, südöstlich des Wachtberger Ortsteils Züllighoven und nordöstlich von Oedingen, einem Stadtteil von Remagen in Rheinland-Pfalz. Am östlichen und südlichen Rand des Gebietes verläuft die Landesgrenze zu Rheinland-Pfalz.

## Bedeutung
Das etwa 31,9 ha große Gebiet wurde im Jahr 2002 unter der Schlüsselnummer SU-088 unter Naturschutz gestellt. Schutzziele sind
- die Erhaltung und Optimierung der vegetationsarmen Kleinstgewässer, die als Laichhabitate für nach FFH-RL geschützten Tierarten dienen – die Laichhabitate sind regelmäßig zu optimieren und ein Zuwachsen der Grube ist auch nach Beendigung der Abbautätigkeit zu verhindern,
- Erhaltung der alten Laubwälder.[2]